# Wolthausen

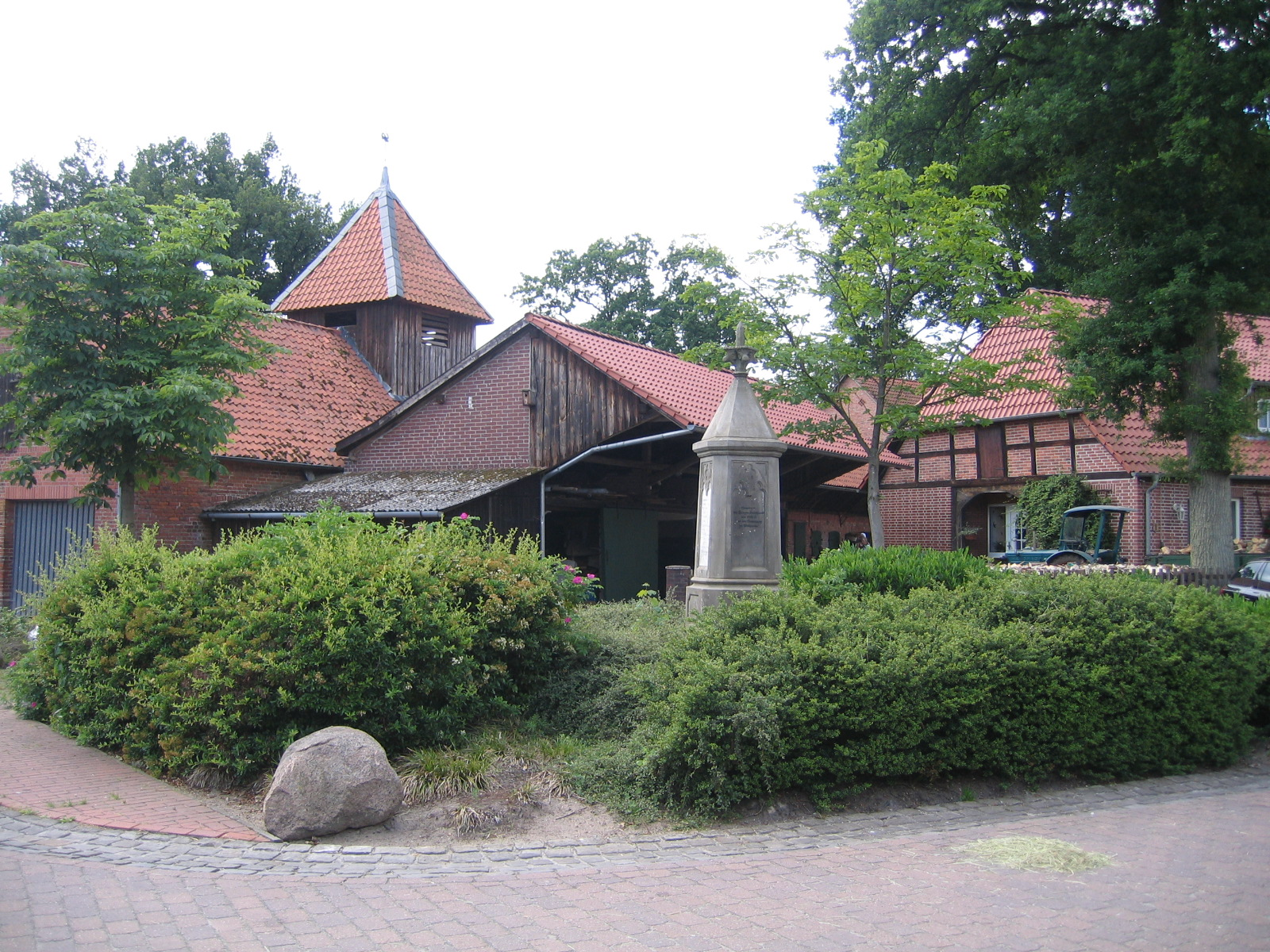
Wolthausener Kriegsdenkmal, gewidmet den Kriegern Deutschlands von 1870/71 und den Gefallenen und Vermissten der Weltkriege

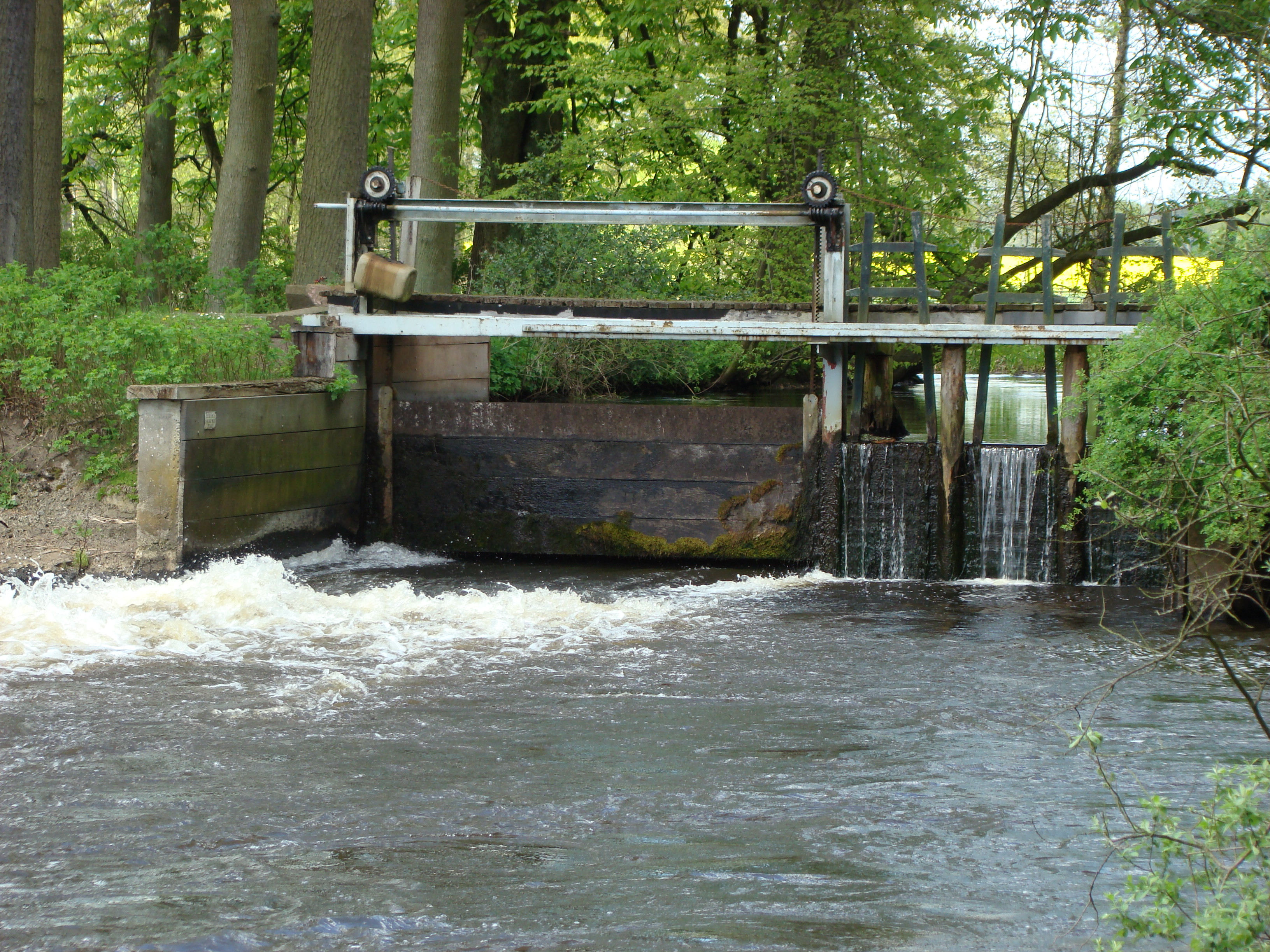
Das Wehr an der ehemaligen Getreidemühle

Wolthausen ist ein Ortsteil der Gemeinde Winsen (Aller) im niedersächsischen Landkreis Celle, der an der Örtze liegt und früher von diesem Fluss entscheidend geprägt wurde.

## Geschichte
Vom 16. Jahrhundert bis 1960 trieb hier die Örtze das Wasserrad einer Getreidemühle an. Heute läuft neben dem Wasserrad eine Turbine mit Generator zur Stromerzeugung. Eine Fischtreppe, die dieses Wehr umgeht, mit acht Stufen, rund 1 m breit und etwa 24 m lang, geeignet auch für wirbellose Kriechtiere, wurde im August 2012 fertiggestellt. Bisher erfolgte weder eine Funktionskontrolle, noch ein Monitoring das Aufschluss über die Funktionsfähigkeit dieser Fischtreppe gibt.
Zur Regulierung des Örtzewassers, zwecks Verhinderung der Überschwemmung von Wiesen und Weiden, wurde 1872 unmittelbar südlich von Wolthusen ein Wehr von insgesamt 4,88 m lichter Weite errichtet.
Ein Umflutkanal mit einer Länge von 2160 m überbrückt eine Flusslänge von rund 6500 m. Die von der Regulierung betroffene Fläche umfasst rund 108 ha. Zwei Kanalbrücken erschlossen die hinter dem Kanal liegenden Wiesen und Weiden. Am 15. Mai 1896 wurde die „Freie Örtze-Kanal-Genossenschaft“ mit Sitz in Wolthausen gegründet. 1963 wurde beschlossen, die Bewässerung einzustellen. Das baufällige Wehr wurde aber 1964 noch einmal instand gesetzt. Die Genossenschaft wurde 1974 aufgelöst.

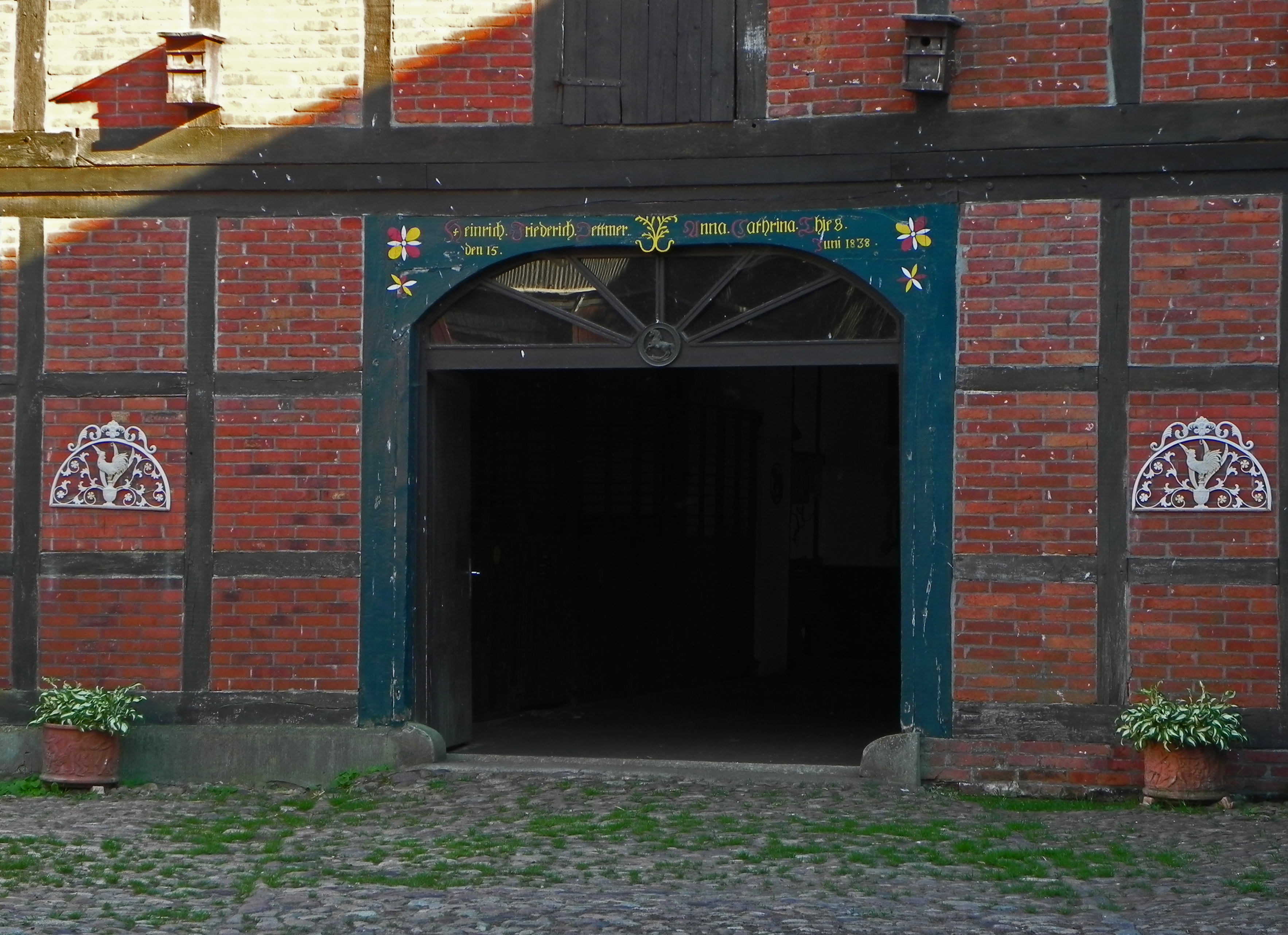
Bauernhaus in Wolthausen

Der Ort wird von der Bundesstraße 3 durchquert.
Am 1. Februar 1971 wurde Wolthausen in die Gemeinde Winsen (Aller) eingegliedert.

## Politik

### Ortsrat
Die Ortschaft Wolthausen hat einen gemeinsamen Ortsrat mit dem Nachbarort Stedden, der aus sieben Mitgliedern besteht.
Bei der Kommunalwahl 2021 ergab sich folgende Sitzverteilung:
| Ortsrat 2021Insgesamt 7 Sitze - WfS: 2 - GfW/S: 2 - CDU: 3 | Ortsratswahl 2021Wahlbeteiligung: 74,6 % 50403020100 48,3 %29,3 %22,4 % CDUWfSbGfW/ScAnmerkungen:b Wir für Steddenc Gemeinsam für Wolthausen/Stedden |

### Ortsbürgermeister
Der Ortsbürgermeister ist Christian Peters (CDU).